# Атланта (Вісконсин)
Атланта (англ. Atlanta) — місто (англ. town) в США, в окрузі Раск штату Вісконсин. Населення — 560 осіб (2020).

## Демографія
Згідно з переписом 2010 року, у місті мешкали 592 особи в 244 домогосподарствах у складі 188 родин. Було 330 помешкань
Расовий склад населення:
| - 96,6 % — білих - 0,8 % — азіатів - 0,5 % — корінних американців - 0,3 % — чорних або афроамериканців |

До двох чи більше рас належало 0,8 %. Частка іспаномовних становила 2,5 % від усіх жителів.
За віковим діапазоном населення розподілялося таким чином: 16,0 % — особи молодші 18 років, 66,8 % — особи у віці 18—64 років, 17,2 % — особи у віці 65 років та старші. Медіана віку мешканця становила 48,8 року. На 100 осіб жіночої статі у місті припадало 112,9 чоловіків;  на 100 жінок у віці від 18 років та старших — 113,3 чоловіків також старших 18 років.
Середній дохід на одне домашнє господарство  становив 72 980 доларів США (медіана — 48 250), а середній дохід на одну сім'ю — 67 289 доларів (медіана — 49 875). Медіана доходів становила 45 417 доларів для чоловіків та 29 107 доларів для жінок. За межею бідності перебувало 10,4 % осіб, у тому числі 8,9 % дітей у віці до 18 років та 9,0 % осіб у віці 65 років та старших.
Цивільне працевлаштоване населення становило 269 осіб. Основні галузі зайнятості: виробництво — 21,2 %, сільське господарство, лісництво, риболовля — 19,0 %, роздрібна торгівля — 15,6 %, освіта, охорона здоров'я та соціальна допомога — 14,5 %.